# Frank Norris

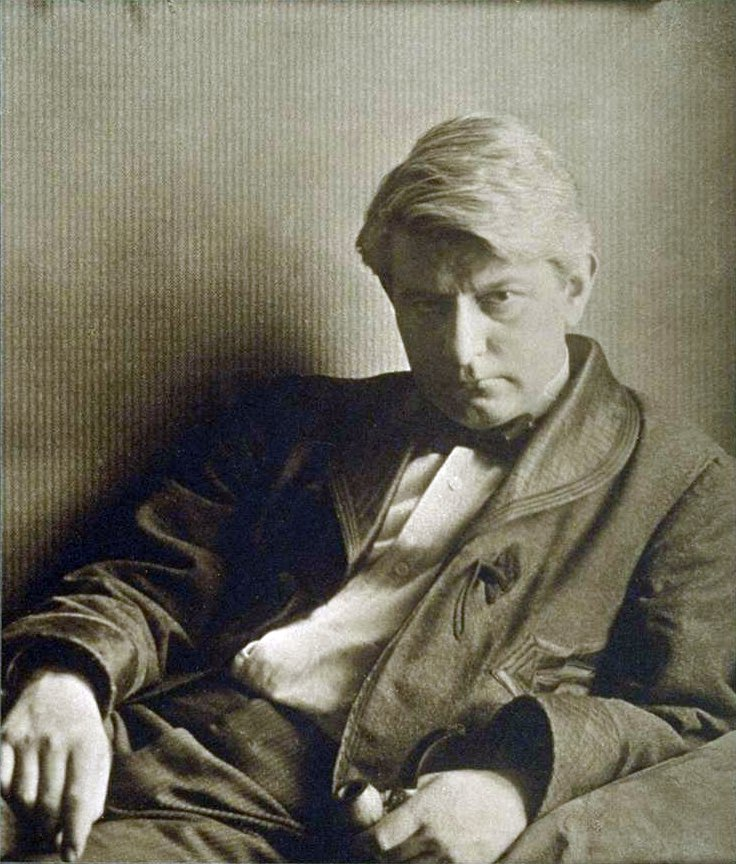
Frank Norris.

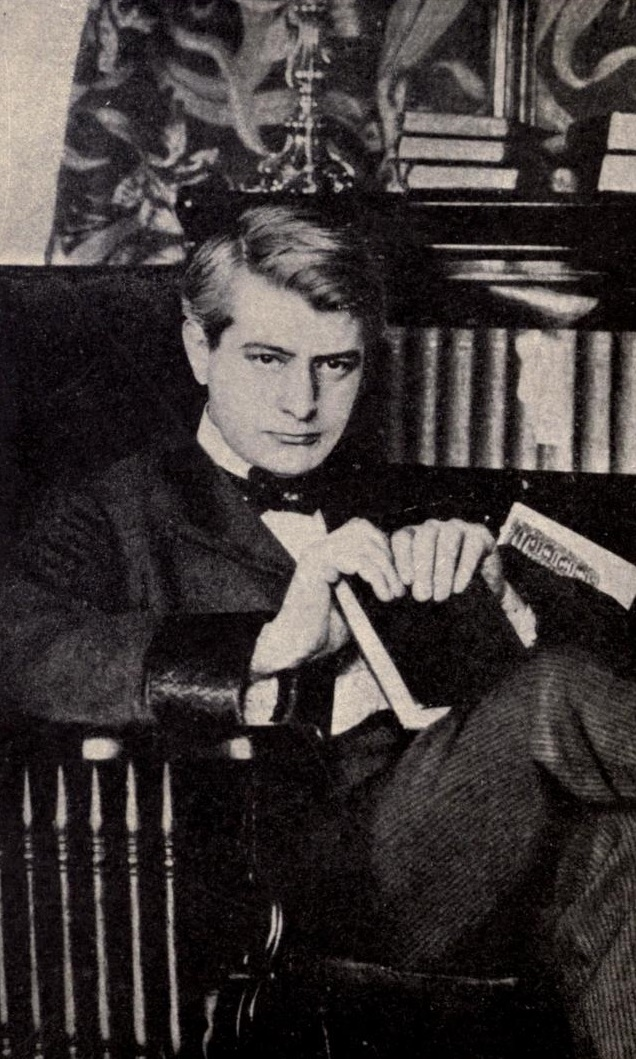
Frank Norris.

Benjamin Franklin Norris, Jr. född 5 mars 1870, död 25 oktober 1902, var en amerikansk författare som övervägande skrev inom den naturalistiska genren. Hans mest nämnvärda verk är bland annat McTeague (1899), The Octopus: A California Story (1901), och The Pit (1903). Liksom många av sina samtida, var han starkt påverkad av darwinismen och Thomas Henry Huxleys filosofiska försvar av den. Norris var delvis influerad av ett optimistiskt inslag av den darwinistiska filosofin framförd av Joseph LeConte som undervisade Norris under hans tid vid University of California, Berkeley. Genom många av hans romaner, speciellt McTeague, finns en genomsyrande tanke om den civiliserade människans betvingande av sin inre brutalitet och sina djuriska tendenser. Hans speciella och ofta förvirrade, användning av social darwinism bär också influenser från kriminologen Cesare Lombroso och den franska naturalisten Émile Zola.

## Biografi
Norris föddes i Chicago, Illinois 1870 och flyttade till San Francisco vid fjorton års ålder. Han studerade måleri i Paris i två år, där han upptäckte Émile Zolas naturalistiska romaner. Han studerade vid University of California, Berkeley mellan åren 1890 och 1894 och tillbringade ett år vid Harvard University. Han arbetade som nyhetskorrespondent i Sydafrika 1895 till 1896, och arbetade senare vid San Francisco Wave (1896-1897). Han arbetade för McClure's Magazine som krigskorrespondent i Kuba under det spansk-amerikanska kriget 1898. 
År 1900 gifte sig Frank Norris med Jeanette Black. De fick barn år 1901. Norris dog 25 oktober 1902 av bukhinneinflammation på grund av en brusten blindtarm i San Francisco. På grund av detta blev The Epic of Wheat-trilogin aldrig klar. Han begravdes i Mountain View Cemetery i Oakland, Kalifornien.
Norris novell "A Deal in Wheat" (1903) och romanen The Pit utgjorde underlaget till D.W. Griffiths film A Corner in Wheat, 1909. McTeague, 1899 har filmatiserats ett flertal gånger, mest känd är filmen Den giriga, 1924 av regissören Erich von Stroheim. En opera av William Bolcom, som var löst baserad på romanen, hade premiär med Chicago's Lyric Opera 1992. Verket består av två akter, med ett libretto av Arnold Weinstein och Robert Altman. Huvudrollerna gjordes av Ben Heppner och Catherine Malfitano.